# Saint-Blancard
Saint-Blancard este o comună în departamentul Gers din sudul Franței. În 2009 avea o populație de 331 de locuitori.

## Evoluția populației
| An        | 1975 | 1982 | 1990 | 1999 | 2006 | 2009 |
| --------- | ---- | ---- | ---- | ---- | ---- | ---- |
| Populație | 217  | 229  | 205  | 257  | 323  | 331  |